# Russell Alan Hulse
Russell Alan Hulse (n. 28 noiembrie 1950, New York City, New York, SUA) este un fizician american, laureat al Premiului Nobel pentru Fizică în 1993 împreună cu Joseph Taylor pentru descoperirea unui nou tip de pulsar, descoperire ce a deschis noi perspective în studiul gravitației.